# Avolsheim
 Avolsheim es una localidad y comuna francesa, situada en el departamento del Bajo Rin en la región de Alsacia.
En su término se encuentra el monumento histórico de la Iglesia del Dompeter, consagrada por el papa de origen alsaciano León IX es considerada por la tradición cristiana, la iglesia alsaciana más antigua conservada.